# Crkva sv. Ilije proroka u Kozici
Crkva sv. Ilije proroka u Kozici, Grad Vrgorac, zaštićeno kulturno dobro

## Opis dobra
Župna crkva svetog Ilije proroka u Kozici prostrana je, jednobrodna građevina s prostranom polukružnom apsidom na sjeveru. Župna crkva sv. Ilije proroka u Kozici građena je između 1765. i 1785. god. te je obnovljena
krajem 19. stoljeća. Crkva je duga 19,60 metara, široka 7 metara i visoka 8,50 metara, građena od pravilnih klesanaca slaganih u redove. Na glavnome pročelju iznad ulaznih vrata su jednostavna kamena rozeta, dvije monofore i kameni križ na vrhu zabata. Bočna pročelja raščlanjena su s po dvije manje monofore i bočnim ulaznim vratima na zapadnoj strani. Dvostrešni krov crkve prekriven je francuzicom.

Crkva se u unutrašnjosti sastoji od prostora lađe i užega svetišta povišenoga za dvije stepenice. Unutrašnji zidovi crkve i strop su većim dijelom oslikani. U crkvi su sačuvana tri drvena oltara iz imotske radionice Rako koji potječu iz druge polovice 19. stoljeća. Na glavnom oltaru drveni je kip sv. Ilije proroka, a druga su dva oltara posvećena Gospi i sv. Anti Padovanskom.

Uz crkvu je 1990-tih godina dograđen zvonik koji je 2012. godine obnovljen. U zvoniku je
sačuvano zvono iz 1793. godine, a druga su dva zvona iz 1930. godine. Zvonik je visok 14 metara.

Crkva sv. llije proroka u Kozici svojim jednostavnim i skladnim arhitektonskim oblikovanjem te sačuvanim interijerom predstavlja vrijedan spomenik kulture Zabiokovlja.

### Podaci o župi
Župa sv. Ilije proroka je u sastavu Biokovskog dekanata, a kanonski je osnovana 1763. godine.

Župu pastoralno poslužuju franjevci Provincije Presvetog Otkupitelja sa sjedištem u Splitu.

Najstariji podatak o župniku datira iz 1720. godine. Župna zajednica po broju župljana najmanja
je unutar Splitsko-makarske nadbiskupije (2023. god. na teritoriju Župe prebivalo je 19 osoba). Župa ima jedno groblje u kojem se nalazi stara crkva sv. Ilije, koja danas služi za grobljansku kapelu.

Stara župna kuća izgrađena je u prvoj polovici 19. stoljeća na starijim temeljima. Zapalili su je 29. kolovoza 1942. četnici, koji su tog istog dana ubili kozičkog župnika fra Ladislava
Ivankovića i 67 kozičkih civila u događaju poznatom kao Pokolj u Zabiokovlju 29. kolovoza 1942. 

Godine 1991. izgrađena je nova župska kuća uz tzv. Nepoleonovu cestu (na raskrižju za Makarsku).

Župna crkva sv. Ilije proroka u Kozici nepokretno je kulturno dobro Republike Hrvatske.

### Župnici
| - Vidošević, fra Filip 1720. – 1722. - Bašković, fra Mijo 1722. – 1726. - Roglić, fra Ilija 1726. – 1729. - Dorotić, fra Frano 1729. – 1731. - Antulović, fra Petar 1731. – 1735. - Kačić, fra Lovre 1735. – 1736. - Rudanović, fra Mijo 1736. – 1737. - Loze, fra Šimun 1737. – 1738. - Jujinović, fra Šimun 1738. – 1739. - Bašić, fra Ivan 1739. – 1740. - Majstrović, fra Mijo 1740. – 1742. - Loze, fra Šimun 1742. – 1750. - Ravlić, fra Mijo 1750. – 1756. - Gudelj, fra Šimun 1756. – 1758. - Pavlović, fra Bernardin 1760. – 1762. - Ravlić, fra Andrija 1762. – 1765. - Pavlović, fra Bernardin 1765. – 1766. - Bašić, fra Josip 1766. – 1768. - Lovrinčević Zlatarić, fra Augustin 1768. – 1773. - Ravlić, fra Andrija 1772. – 1775. - Dragojević, fra Josip 1775. – 1776. - Milošević, fra Ante 1776. – 1778. - Ravlić, fra Andrija 1778. – 1779. - Majić, fra Ante 1779. – 1781. - Pahurić, fra Frano 1781. – 1782. - Ravlić, fra Andrija 1782. – 1784. - Majić, fra Ante 1784. – 1786. - Ravlić, fra Andrija 1786. – 1789. - Dorotić, fra Paško 1789. – 1792. - Ravlić, fra Ante 1792. – 1797. - Luetić, fra Srećko 1797. – 1800. - Ravlić, fra Ante 1800. – 1802. - Antunović, fra Bartul 1803. – 1804. - Zelić, fra Josip 1804. – 1808. - Šutić, fra Martin 1808. – 1816. - Borić, fra Bonaventura 1816. – 1819. - Šutić, fra Martin 1819. – 1824. - Cvitanović, fra Ivan 1824. – 1832. - Talijančić, fra Petar 1832. – 1843. - Gojak, fra Augustin 1843. – 1848. - Šimić, fra Ivan 1848. – 1856. - Lučić, fra Lovre 1856. – 1859. - Kačić Peko, fra Petar 1859. – 1866. |  | - Letica, fra Vice 1866. – 1868. - Lović, fra Jakov 1868. – 1873. - Letica, fra Vice 1874. – 1881. - Bilić, fra Nikola 1881. – 1883. - Olujić, fra Ignacije 1883. – 1885. - Gilić, fra Ante 1885. – 1892. - Čulić, fra Petar 1892. – 1900. - Donelli, fra Bonaventura 1900. – 1901. - Balić, fra Marko 1901. – 1901. - Kačić Peko, fra Ivan 1901. – 1907. - Puratić, fra Serafin 1907. – 1914. - Milun, fra Ante 1914. – 1915. - Ravlić, fra Metod 1915. – 1937. - Ivanković, fra Ladislav 1937. – 1942. - Kamber, fra Bernardin 1944. – 1944. - Glibotić, fra Ivan ml. 1944. – 1946. - Mijačka, fra Vjekoslav 1946. – 1948. - Radonić, fra Bernard 1948. – 1954. - Dodig, fra Josip 1954. – 1958. - Bedrica, fra Gabro 1958. – 1962. - Lovrić, fra Božo 1962. – 1964. - Čugura, fra Josip 1964. – 1964. - Petričević, fra Frano 1964. – 1965. - Rakić, fra Mate 1965. – 1967. - Jukić, fra Ferdinand 1967. – 1967. - Radonić, fra Bernard 1967. – 1969. - Vrdoljak, fra Milan 1969. – 1972. - Marović, fra Mile 1972. – 1973. - Čuljak, fra Pavao 1973. – 1975. - Glibota, fra Danko 1975. – 1979. - Dotur, fra Stanko 1979. – 1980. - Brekalo, fra Tomislav 1980. – 1981. - Dotur, fra Stanko 1981. – 1982. - Vrlić, fra Ivan 1982. – 1983. - Dukić, fra Ante 1983. – 1986. - Odrljin, fra Miljenko 1986. – 1988. - Čugura, fra Šimun 1988. – 1991. - Dževrnja Viro, fra Jakov 1991. – 2003. - Bitanga, fra Marko 2003. – 2018. - Jukić, fra Duje 2018. – 2020. - Štrbac, fra Željko 2020. – 2022. - Markulin, fra Šimun 2022. – |

## Zaštita
Pod oznakom Z-6082 zavedena je kao nepokretno kulturno dobro - pojedinačno, pravna statusa zaštićena kulturnog dobra, klasificirano kao "sakralna graditeljska baština".